# النا لیلیک
النا لیلیک (انگلیسی: Elena Lilik؛ زادهٔ ۱۴ سپتامبر ۱۹۹۸) قایقران کانو زن اهل آلمان است.
وی در مسابقات کشوری و بین‌المللی در مجموع برندهٔ ۴ مدال طلا، ۱۱ مدال نقره، ۷ مدال برنز شده است.